# جيمس فيرفاكس
جيمس فيرفاكس (بالإنجليزية: James Fairfax)‏ هو فاعل خير أسترالي، ولد في 27 مارس 1933 في سيدني في أستراليا، وتوفي في 11 يناير 2017 في Bowral ‏ في أستراليا.